# Perfect Days
Perfect Days is een Japans-Duitse film uit 2023, geregisseerd door Wim Wenders.

## Verhaal
De film combineert vier korte verhalen met Hirayama (Koji Yakusho), die werkt als schoonmaker van openbare toiletten in Tokio. Hij lijkt tevreden met zijn eenvoudige leven en leidt een gestructureerd dagelijks leven waarbij hij zijn vrije tijd wijdt aan zijn passie voor muziek en boeken en bomen die hij fotografeert. Door een reeks onverwachte ontmoetingen komt men meer te weten over zijn verleden.

## Rolverdeling
| Acteur          | Personage |
| --------------- | --------- |
| Koji Yakusho    | Hirayama  |
| Arisa Nakano    | Niko      |
| Tokio Emoto     | Takashi   |
| Yumi Asō        | Keiko     |
| Sayuri Ishikawa | Mama      |
| Tomokazu Miura  | Tomoyama  |
| Aoi Yamada      | Aya       |
| Min Tanaka      | Dakloze   |

## Release en ontvangst
Perfect Days ging op 25 mei 2023 in première in de officiële competitie van het Filmfestival van Cannes. De film kreeg positieve kritieken van de filmcritici, met een score van 93% op Rotten Tomatoes, gebaseerd op 59 beoordelingen. De film werd geselecteerd als Japanse inzending voor de beste niet-Engelstalige film voor de 96ste Oscaruitreiking en werd genomineerd.

## Prijzen en nominaties
De belangrijkste:
| Jaar | Prijs                   | Categorie    | Genomineerde(n) | Uitslag     |
| ---- | ----------------------- | ------------ | --------------- | ----------- |
| 2023 | Filmfestival van Cannes | Gouden Palm  | Wim Wenders     | Genomineerd |
| 2023 | Filmfestival van Cannes | Beste acteur | Koji Yakusho    | Gewonnen    |